# Завод кальцинованої соди в Осборні

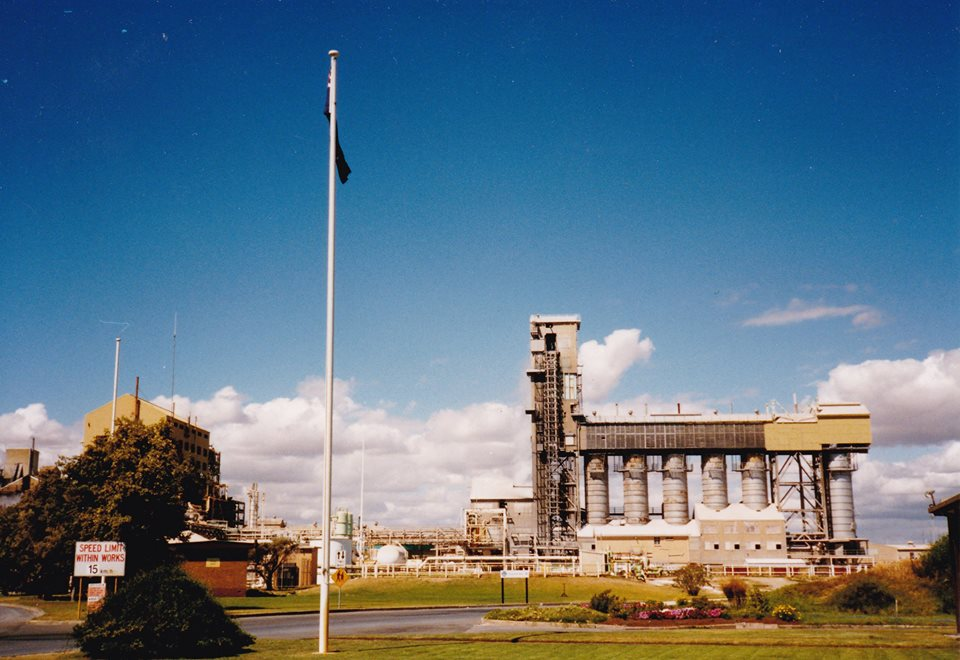
Завод у 2010 році

Завод кальцинованої соди в Осборні – колишній виробничий майданчик на півдні Австралії. 
Завод, що почав роботу в 1940 році, використовував «аміачний процес» для виробнцитва кальцинованої соди (карбонату натрію). Він споживав хлорид натрію, постачений по розсолопроводу з соляного промислу Драй-Крік, та доправлений залізницею хімічно чистий (chemical grade) мармур з копальні Пенрайс.  
Майданчик заводу знаходиться прямо на березі Порт-Рівер (частина естуарію, що лежить на північ від міста Аделаїда), тому він отримав власний причал для вивозу продукції. Тривалий час до Порт-Рівер потрапляли значні – біля 100 тисяч тонн на рік – обсяги нерозчинних кальцитів, що сприяло замулюванню суднового ходу. Ця практика припинилась в 2001-му після запуску установки очистки стічних вод. 
Відомо, що розташована біч-о-біч з заводом ТЕС Осборн могла постачати пару для технологічних потреб щонайменше з моменту введення в дію у 1998-му парогазового блоку.  
Тривалий час майданчиком опікувалась компанія ICI Australia – дочірня структура відомого британського хімічного концерну Imperial Chemical Industries (ICI). В 1993-го його продали компанії Penrice Soda Products, що в подальшому кілька раз змінювала власників.
Станом на середину 1990-х потужність майданчику становила 385 тисяч тонн кальцинованої соди на рік. Крім того, могли випускати 24 тисячі тонн гідрокарбонату натрію (бікарбонату натрію). Гідрокарбонат є проміжним продуктом в отриманні карбонату, проте частину його можливо вилучити з процесу та реалізувати як товарний продукт. В подальшому почали нарощувати обсяги випуску гідрокарбонату при зниженні продукування кальцинованої соди, так, в 2012-му їх фактичне виробництво становило 100 та 230 тисяч тонн відповідно.
В 2014-му на тлі несприятливої економічної ситуації завод закрили. Як показують дані геоінформаційних систем, наразі його споруди в основному демонтовані.